# Solférino (Métro Paris)

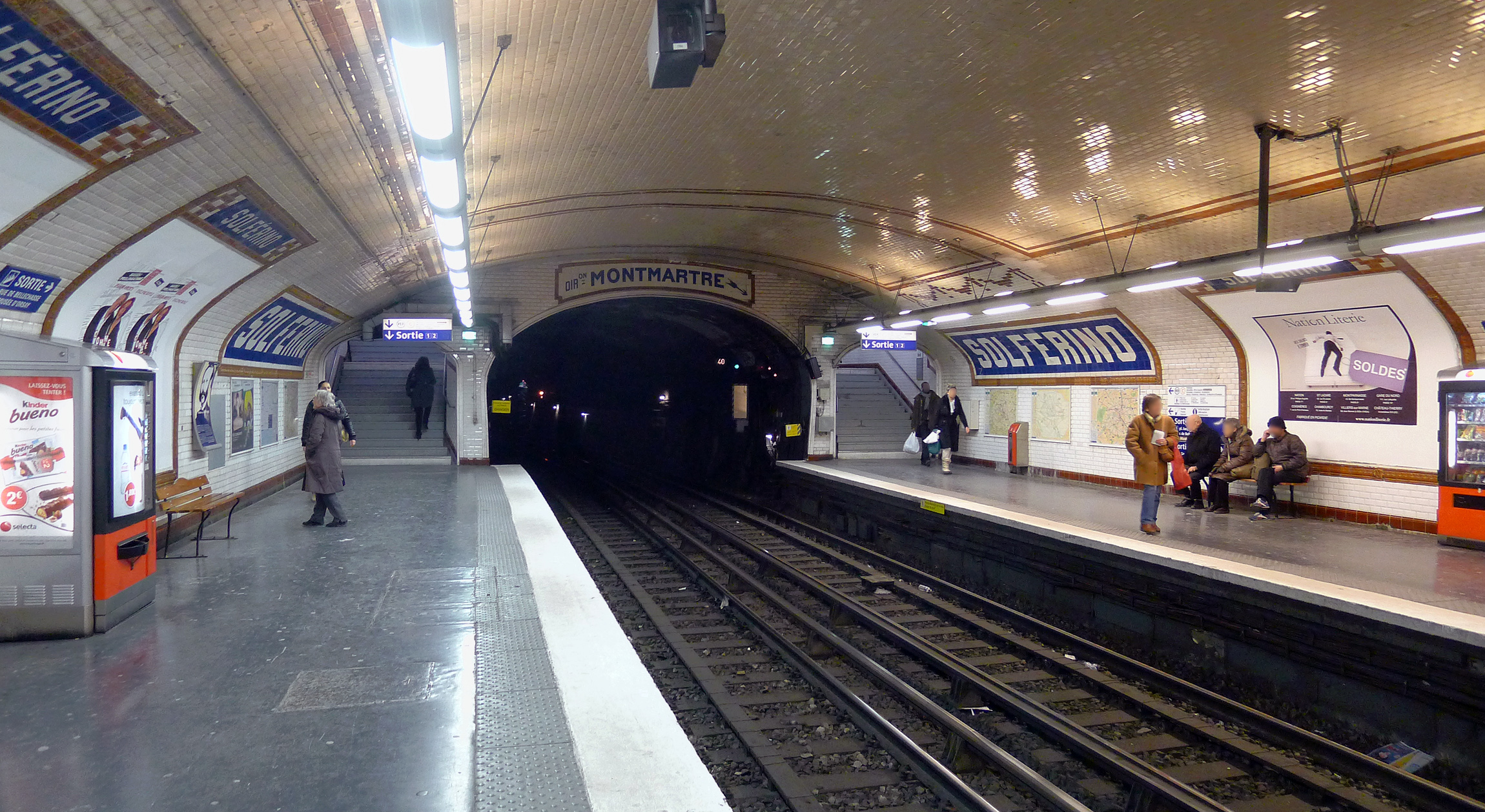
Über dem Tunnelmund ist bei den von der Nord-Sud gebauten Stationen die Fahrtrichtung angeschrieben

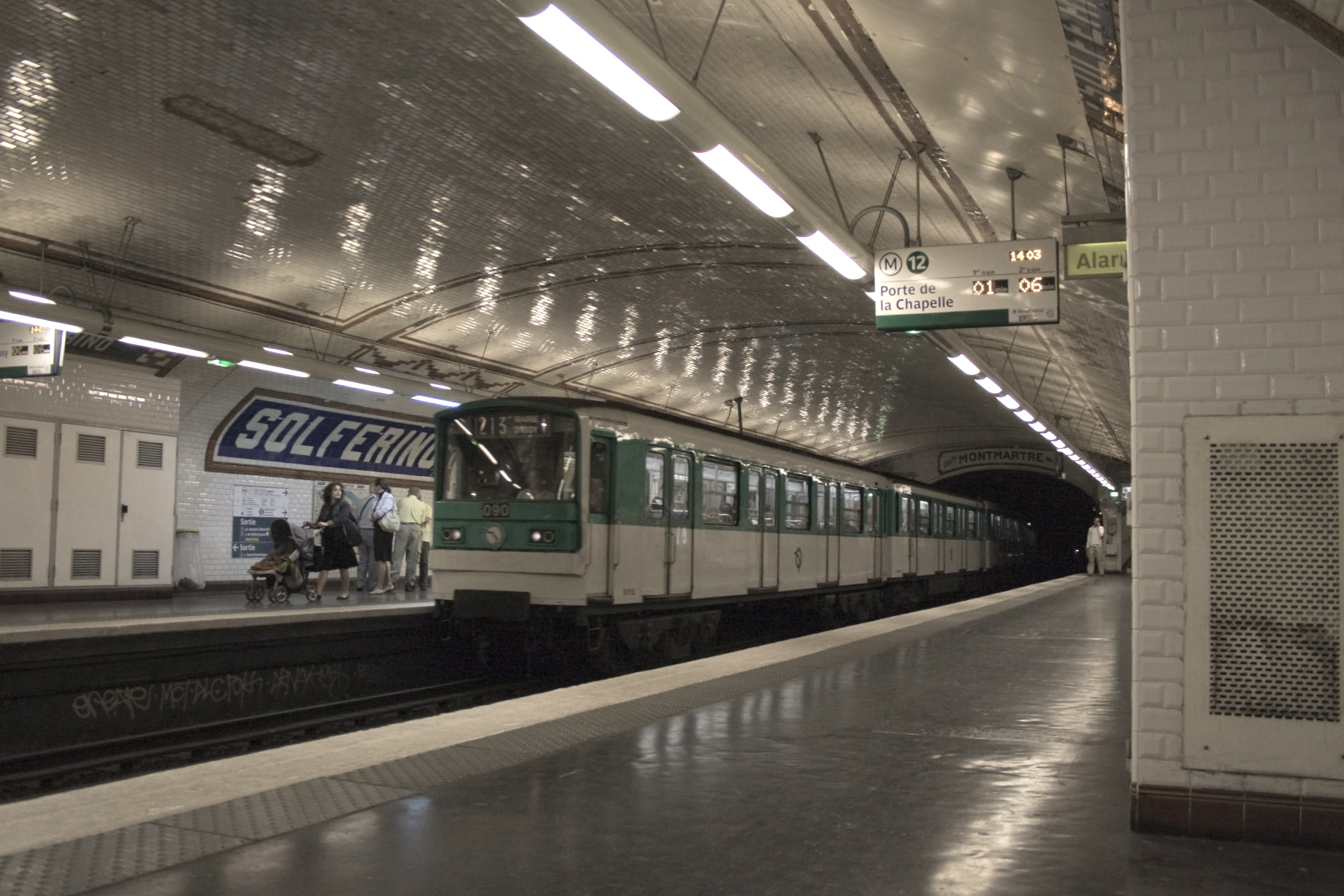
Von Mairie d’Issy kommender Zug der Baureihe MF 67, 2008

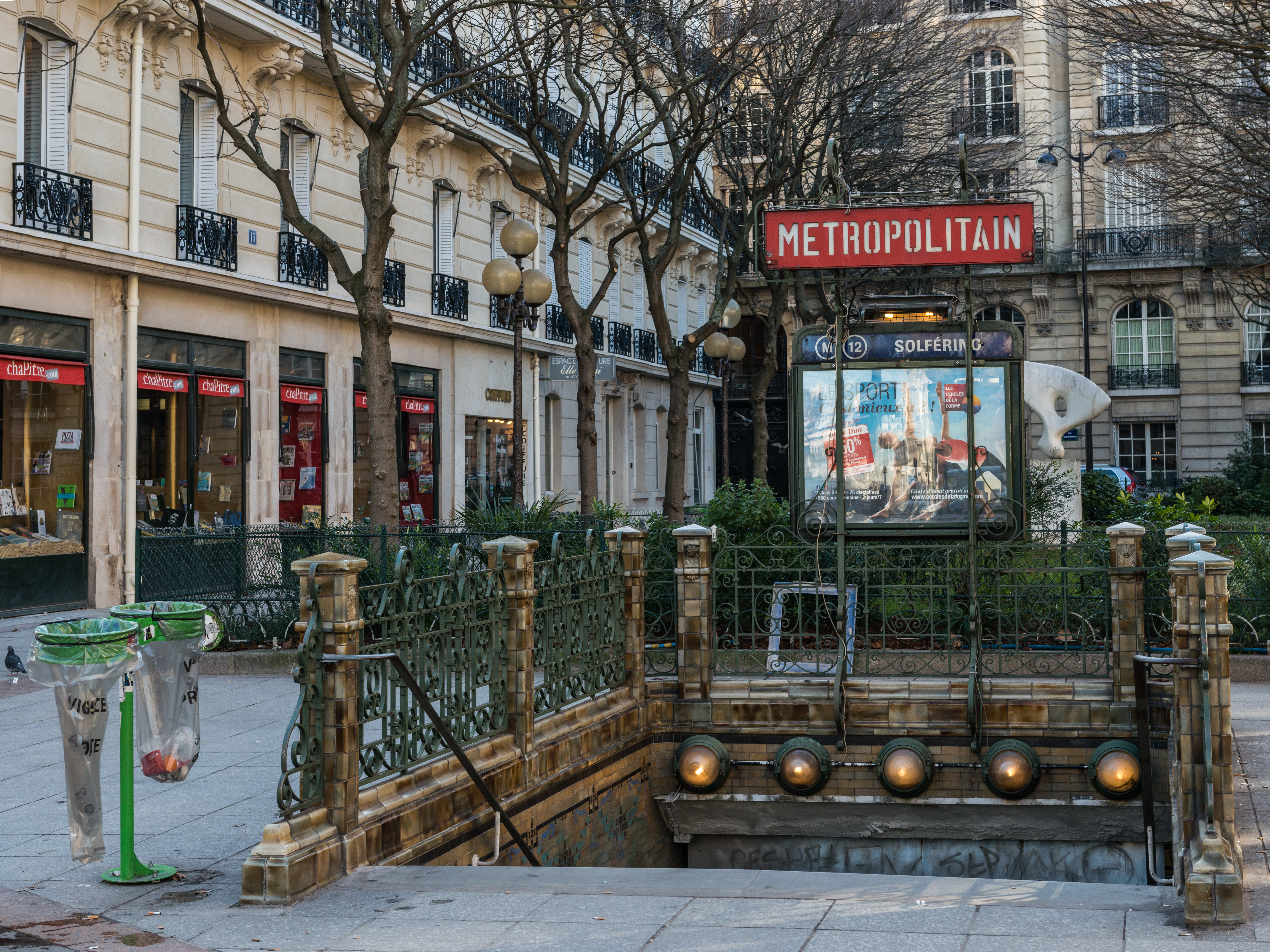
Zugang an der Place Jacques Bainville, der Schriftzug METROPOLITAIN ersetzte nach 1930 die Beschriftung NORD-SUD

Der U-Bahnhof Solférino [sɔlfeʁino] ist eine unterirdische Station der Linie 12 der Pariser Métro.

## Lage
Die Station befindet sich an der Grenze des Quartier Saint-Thomas-d'Aquin zum Quartier des Invalides im 7. Arrondissement von Paris. Sie liegt längs unter dem Boulevard Saint-Germain in Höhe der kreuzenden Rue de Bellechasse.

## Name
Namengebend ist die in den Boulevard Saint-Germain mündende Rue de Solférino. In der Schlacht von Solferino im Sardinischen Krieg besiegten am 24. Juni 1859 die französischen Truppen unter Napoléon III. das österreichische Heer. Die Grausamkeit der Schlacht und die Los der Verwundeten veranlassten Henry Dunant zur Gründung des Roten Kreuzes.

## Geschichte
Die Station wurde am 5. November 1910 eröffnet, als die Société du chemin de fer électrique souterrain Nord-Sud de Paris (Nord-Sud) den ersten Abschnitt ihrer Linie A von Porte de Versailles bis Notre-Dame-de-Lorette in Betrieb nahm. Am 27. März 1931 wurde die Linie A in Linie 12 umbenannt, nachdem die Nord-Sud im Vorjahr in der bislang konkurrierenden Compagnie du chemin de fer métropolitain de Paris (CMP) aufgegangen war.

## Beschreibung
Unter einem elliptischen, weiß gefliesten Gewölbe liegen zwei Seitenbahnsteige an zwei Streckengleisen. Anders als bei den von der CMP errichteten Stationen folgen die Seitenwände nicht der Krümmung der Ellipse, sondern verlaufen im unteren Bereich senkrecht. Typisch für die U-Bahnhöfe der Nord-Sud wurde die Station etwas prunkvoller als die Stationen der CMP erbaut, zudem ist sie wegen der ursprünglich vorhandenen Oberleitung geringfügig höher. Sie weist die ursprüngliche Pariser Standardlänge von 75 m, ausreichend für Fünf-Wagen-Züge, auf.
Die beiden Zugänge liegen an der Einmündung der Rue Saint-Dominique in den Boulevard Saint-Germain und an der Place Jacques Bainville.

## Fahrzeuge
Auf der Linie 12 verkehrten zunächst Züge der Nord-Sud-Bauart Sprague-Thomson, die sich in mehreren Punkten von den Sprague-Thomson-Fahrzeugen der CMP unterschieden. Auffallendes Merkmal war die Stromversorgung des führenden Triebwagens mittels eines Pantographen. Nach der Übernahme der Nord-Sud durch die CMP wurde diese Betriebsform in den 1930er Jahren aufgegeben. In den 1970er Jahren schieden die Nord-Sud-Züge zugunsten der Sprague-Thomson-Regelbauart aus, 1977 kamen dann moderne Züge der Baureihe MF 67 auf die Strecke.

## Umgebung
In etwa 300 Meter Entfernung befindet sich das Kunstmuseum Musée d’Orsay.